# Jardin botanique tropical de Nong Nooch
Le jardin botanique tropical de Nong Nooch est un jardin botanique et une attraction touristique situés à 17 kilomètres du centre de Pattaya au nord et 18 kilomètres de Sattahip au sud,  dans la province de Chonburi en Thaïlande. 
C'est aussi un centre scientifique majeur dédié aux Cycas (plantes arborescentes de l'embranchement des Cycadophytes.)
Une partie des jardins est aménagée de passerelles suspendues et de tours d‘observation, permettant une vue d’ensemble du parc.
Le jardin botanique tropical de Nong Nooch est le plus grand jardin botanique en Asie du Sud-Est.

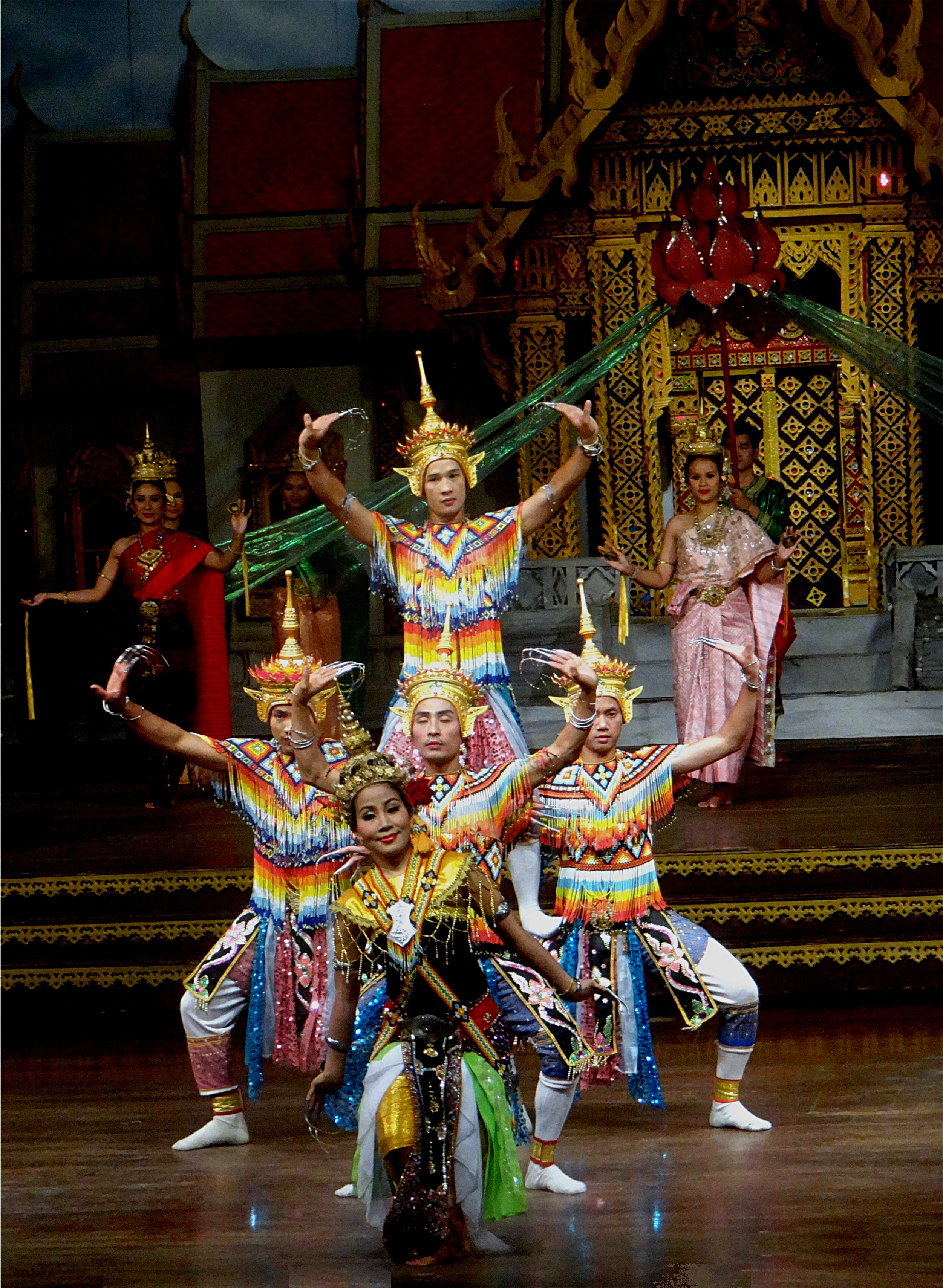
Spectacle Thaï culturel traditionnel
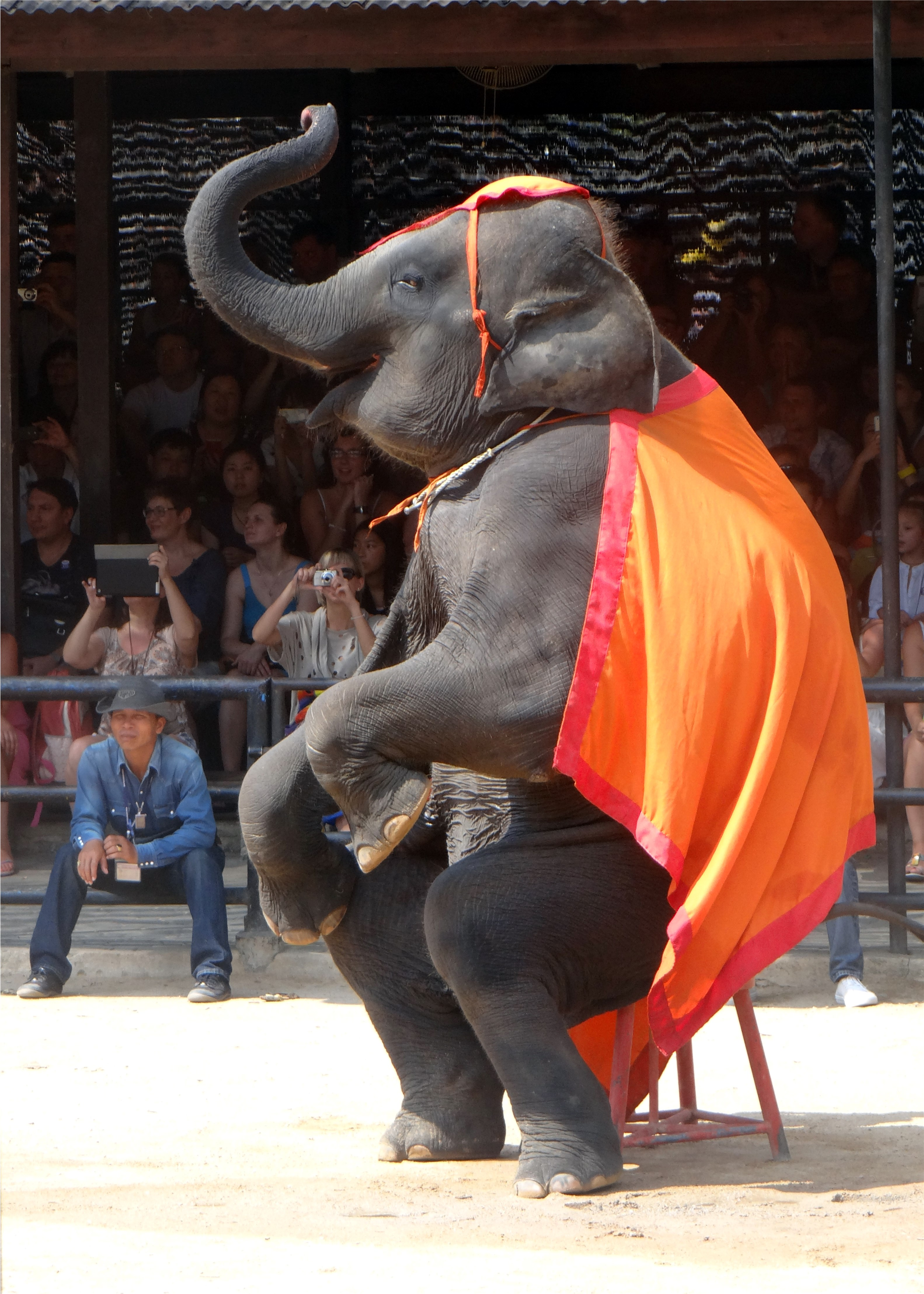
Spectacle d'éléphants

## Historique
En 1954, Mr.Pisit et Mme Nongnooch Tansacha acquièrent environ 242 hectares de terres sur la route de Sukhumvit, pour exploiter une plantation de fruits. Lors d’un voyage à l’étranger, Mme Nongnooch  est enflammée par la beauté de nombreux jardins de renommée mondiale et décide de transformer son bien en un jardin tropical de fleurs et de plantes ornementales.
Le jardin fut ouvert au public en 1980, et la gestion transférée à  son fils M. Kampon Tansacha en 2001. 

## Les différents jardins

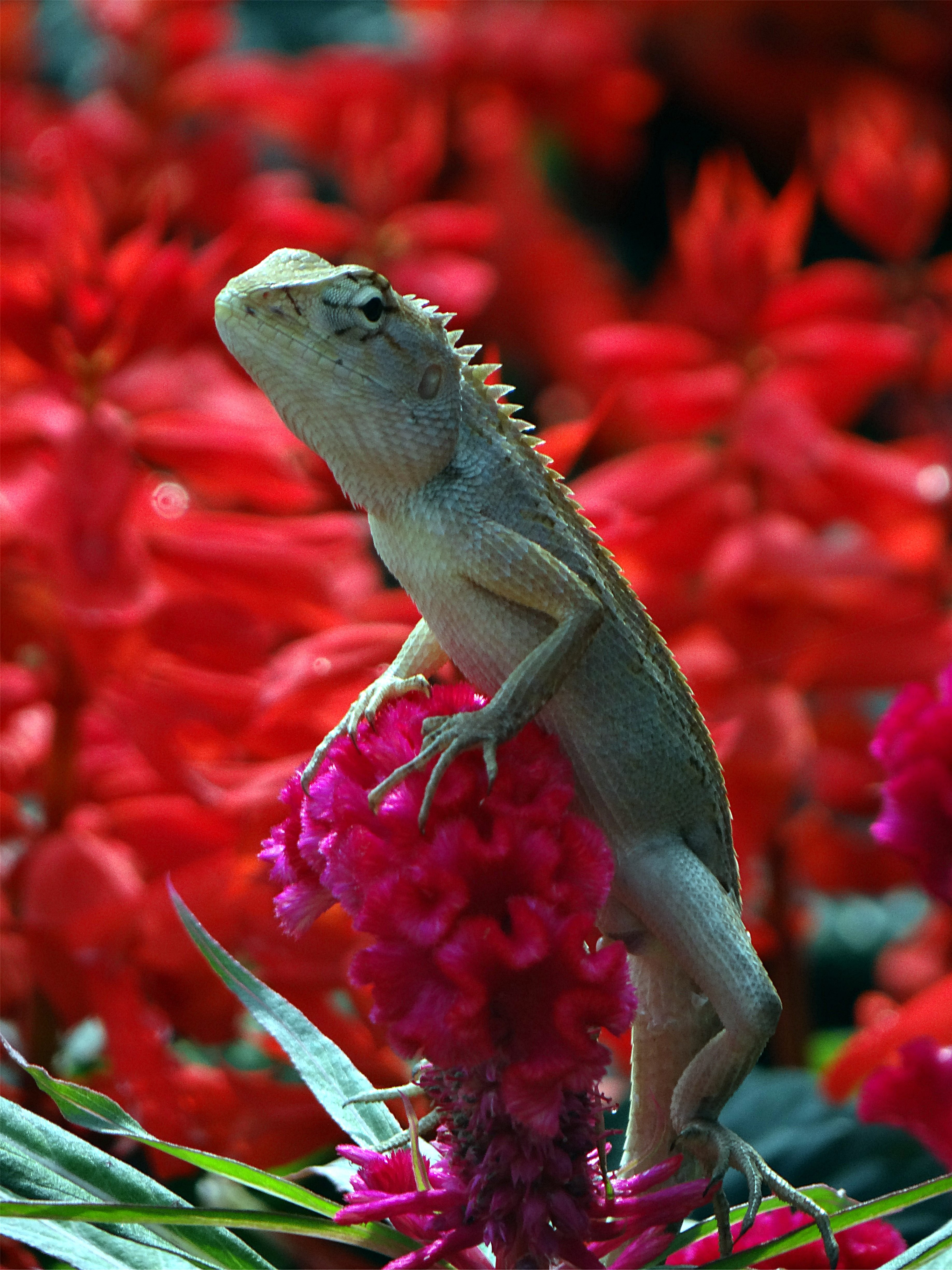
Calotes versicolor

Parsemé de passerelles et de ponts, le parc est structuré en différentes zones qui permettent  au visiteur d'effectuer un parcours agréable et rationnel.
Parmi les principaux secteurs, il faut retenir les jardins français et européens, les jardins de Broméliacées et d’Orchidées (670 essences répertoriées), le jardin des poteries, la colline des papillons, la vallée des dinosaures…

Jardins
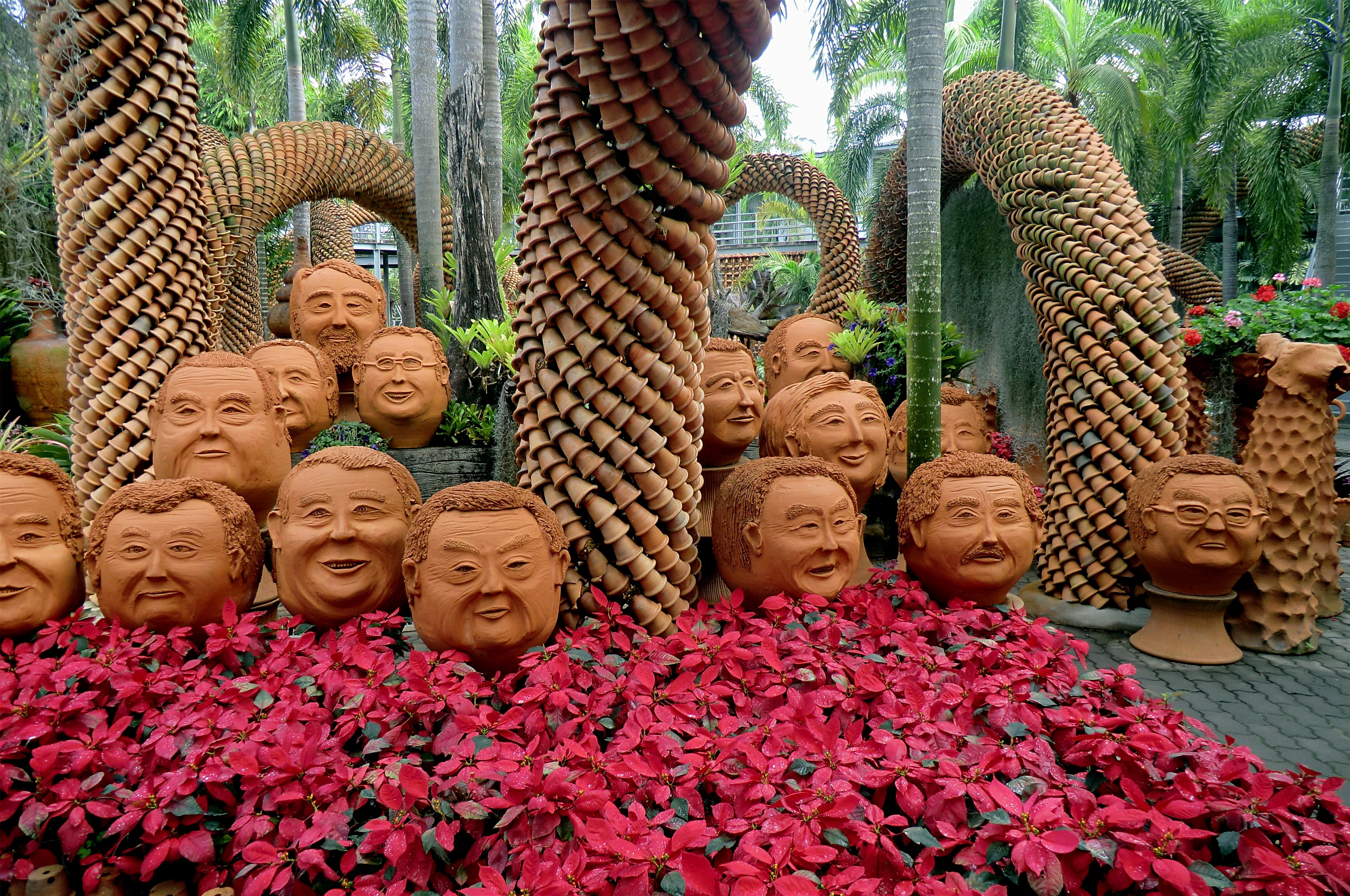
Jardin des poteries
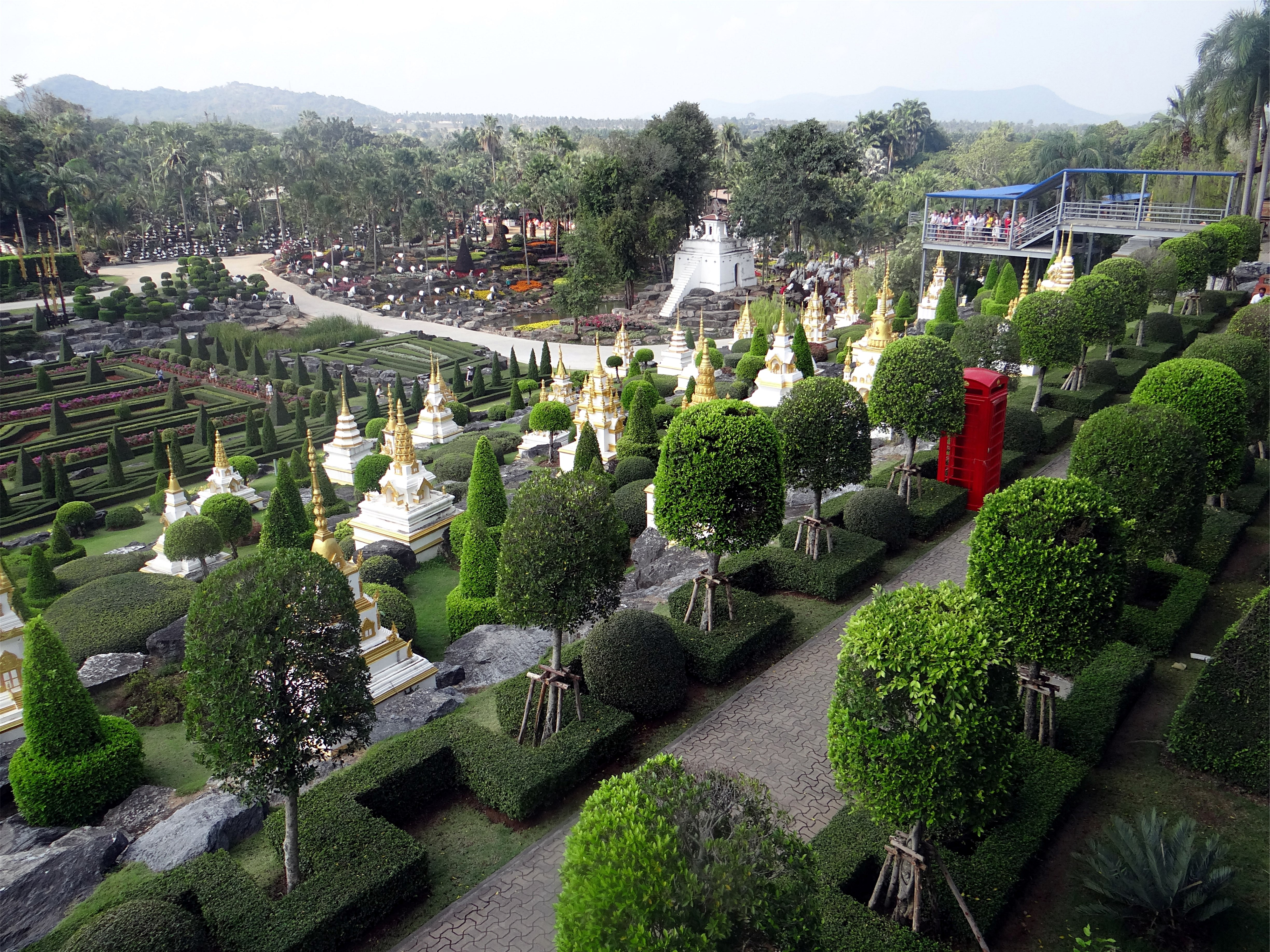
Jardin français
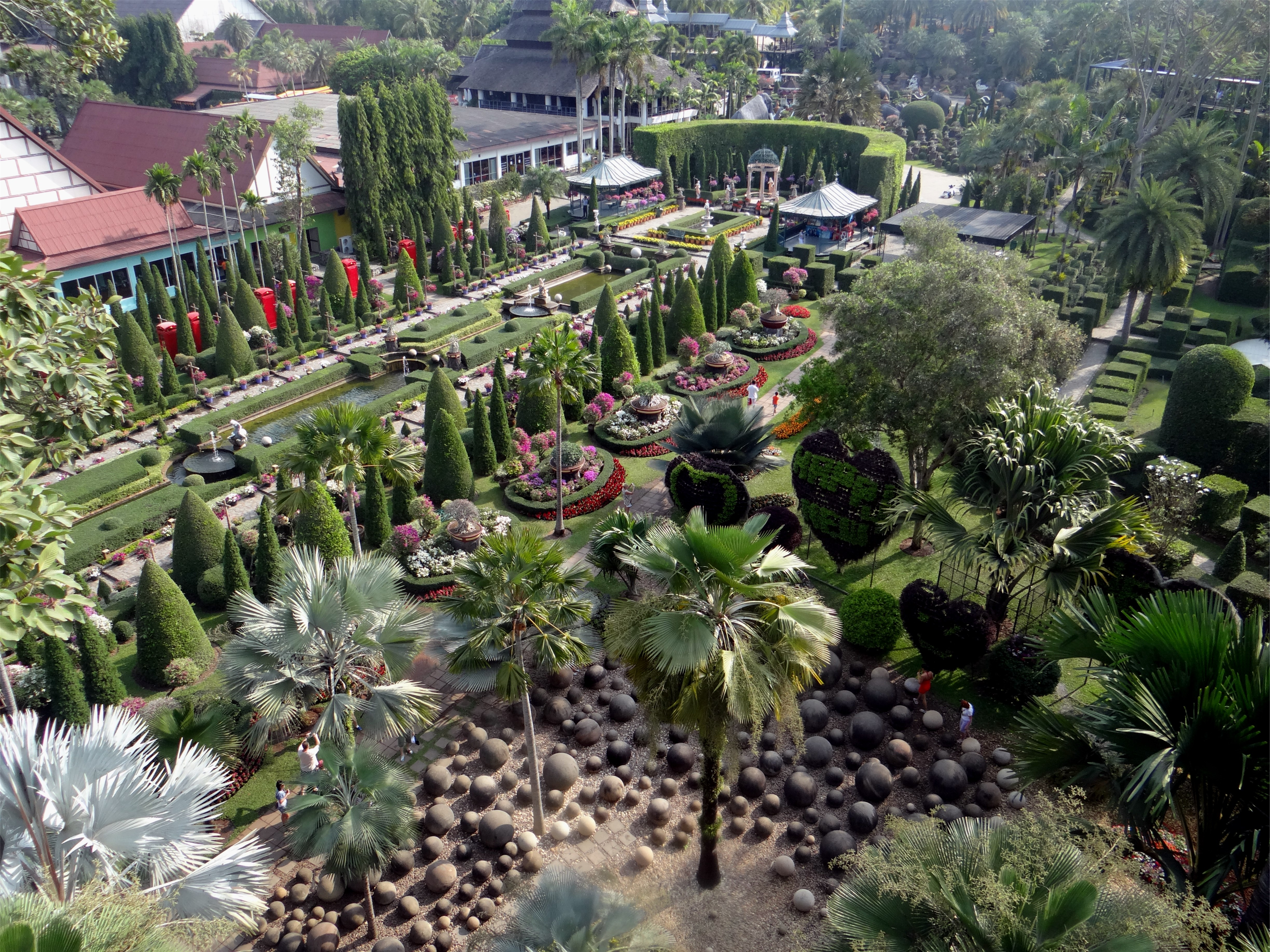
Jardin des arbres formés

Orchidées
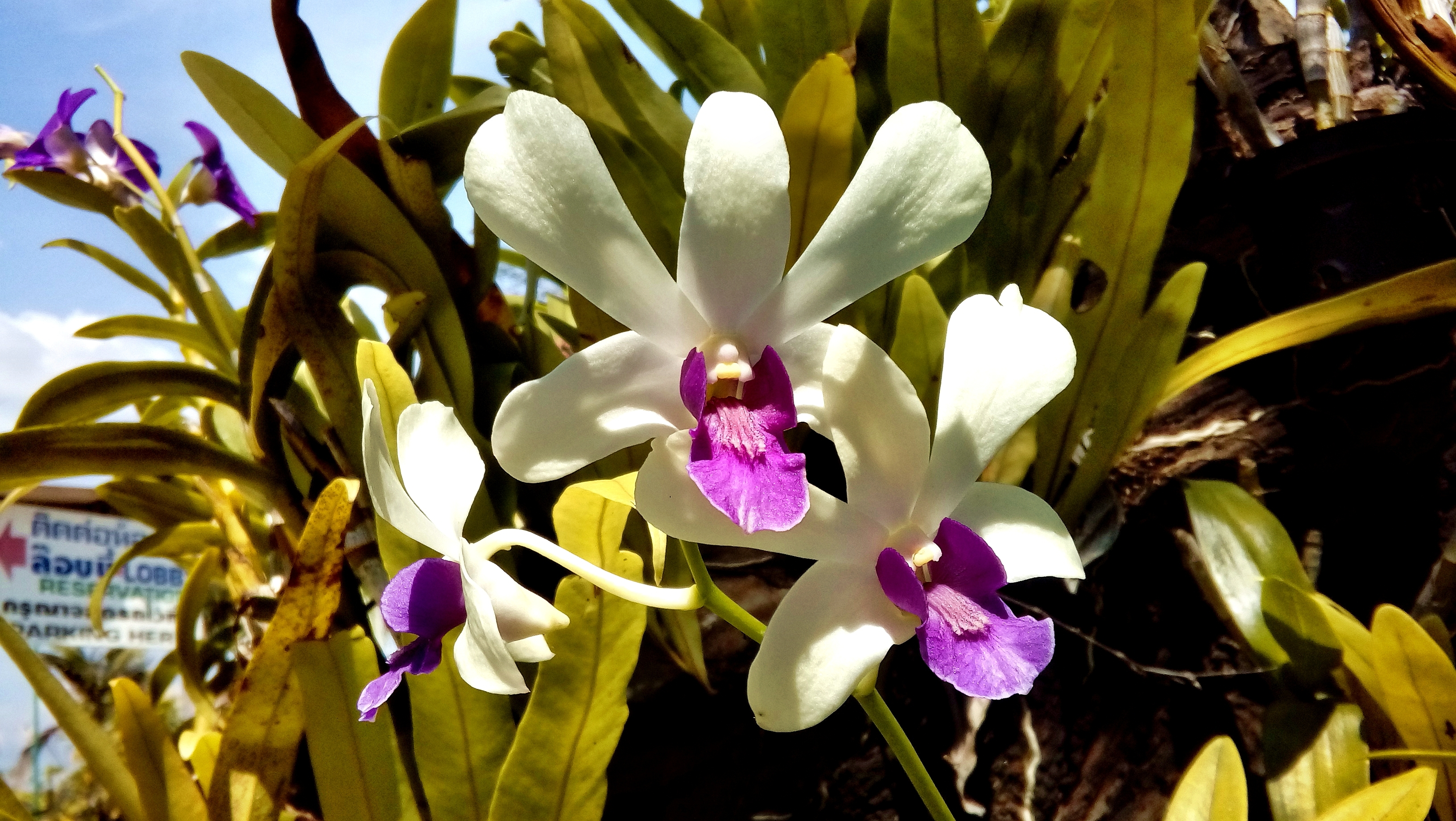
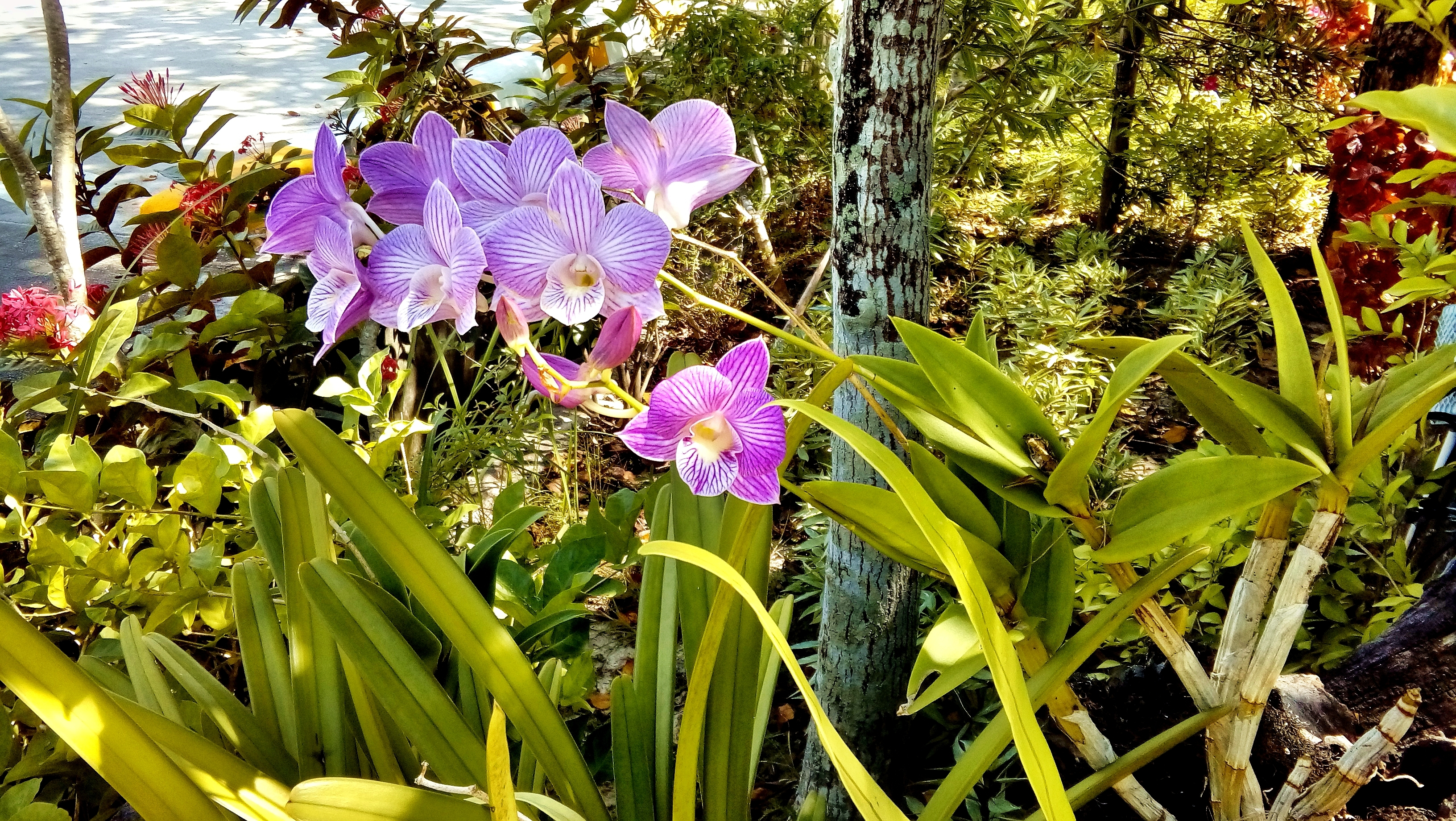
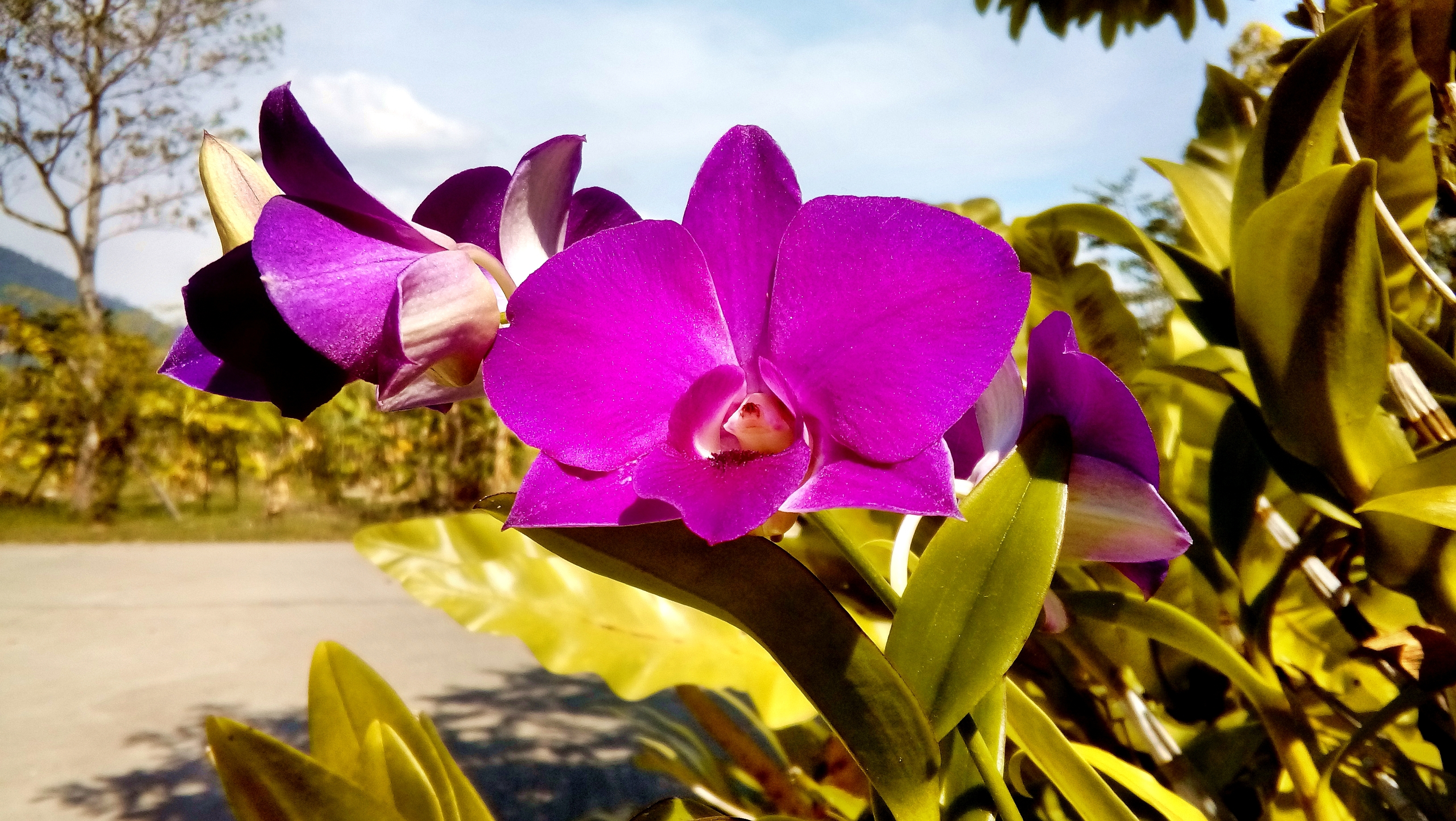

Vallée des dinosaures
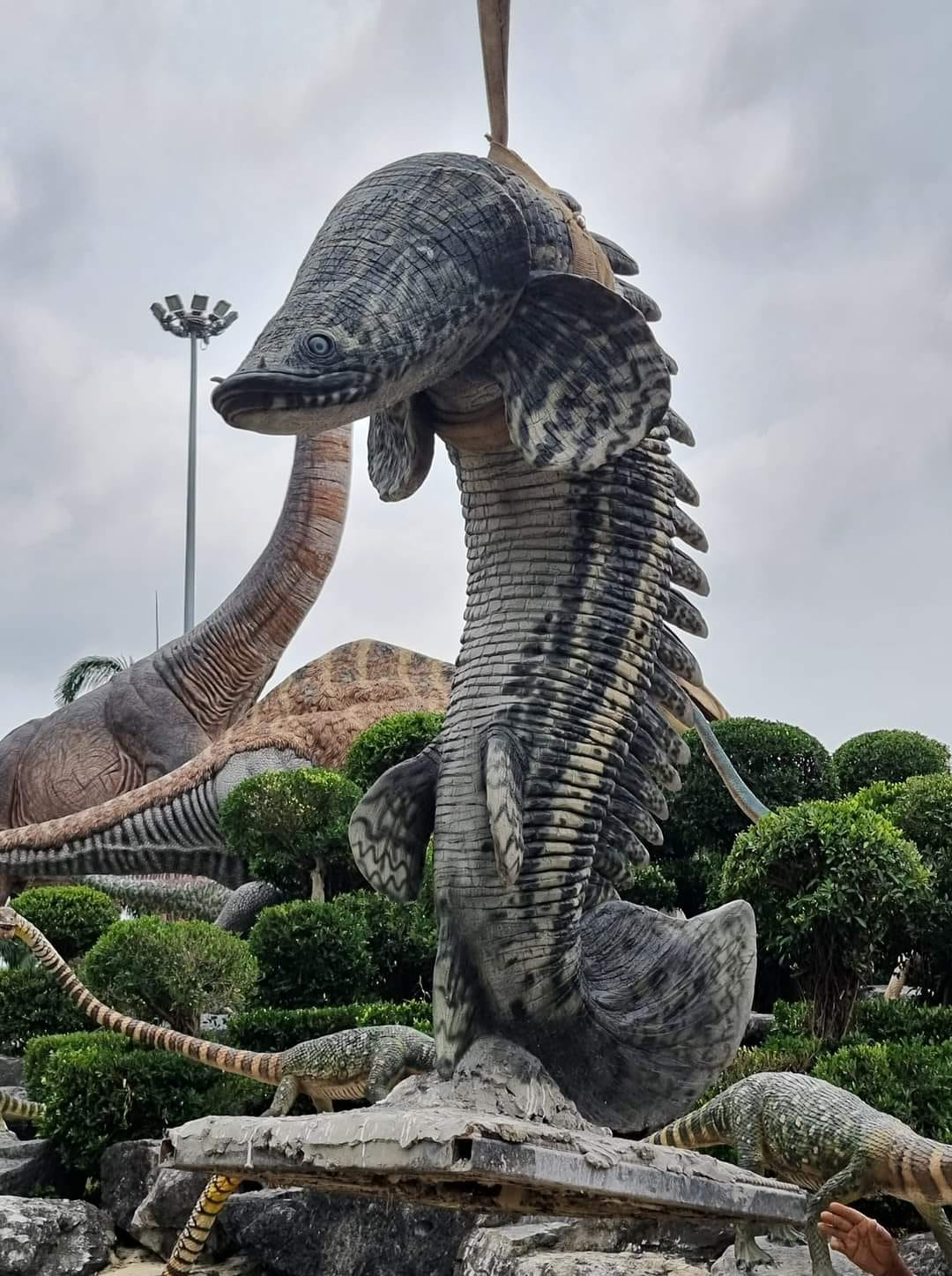
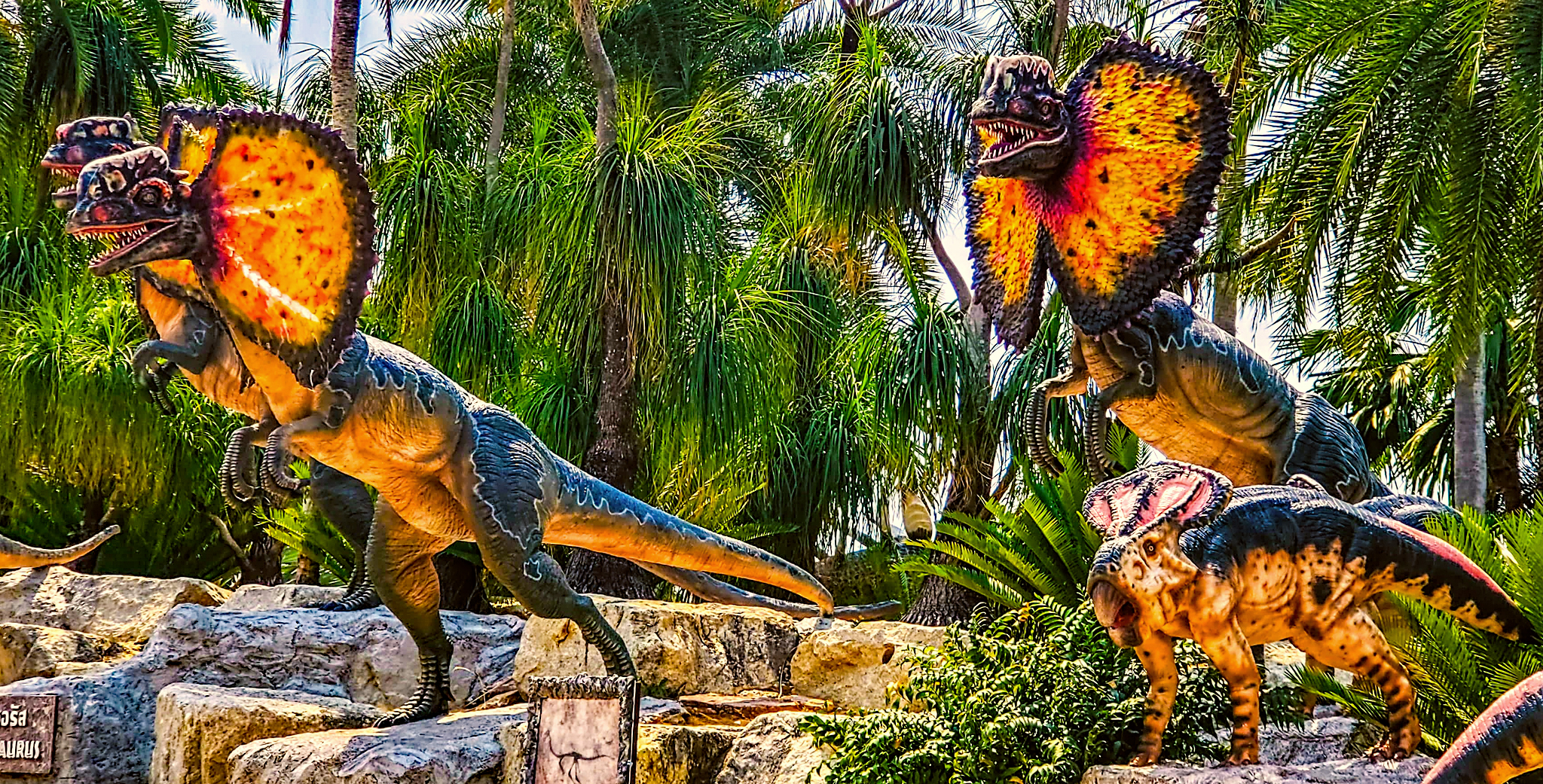
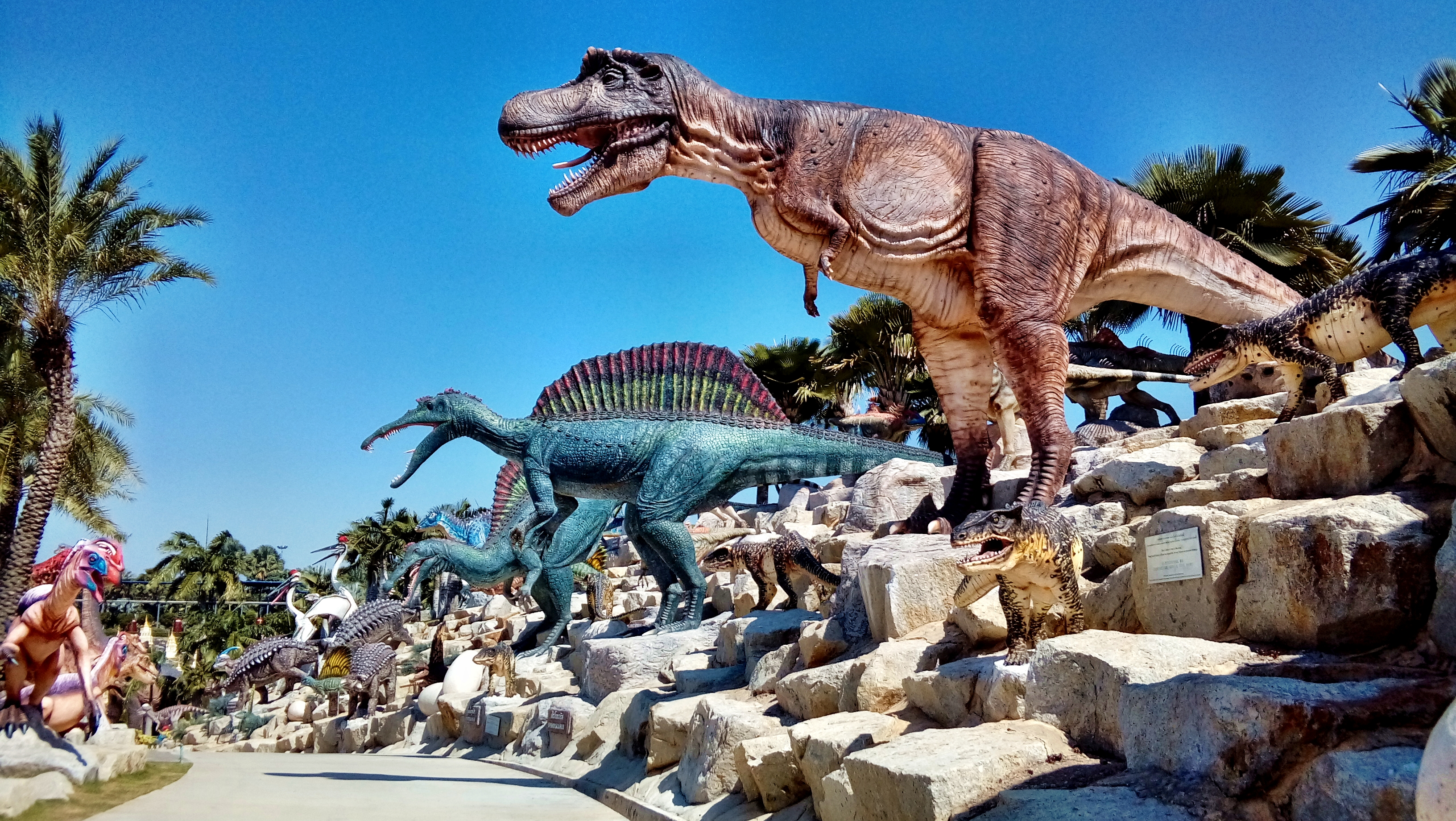
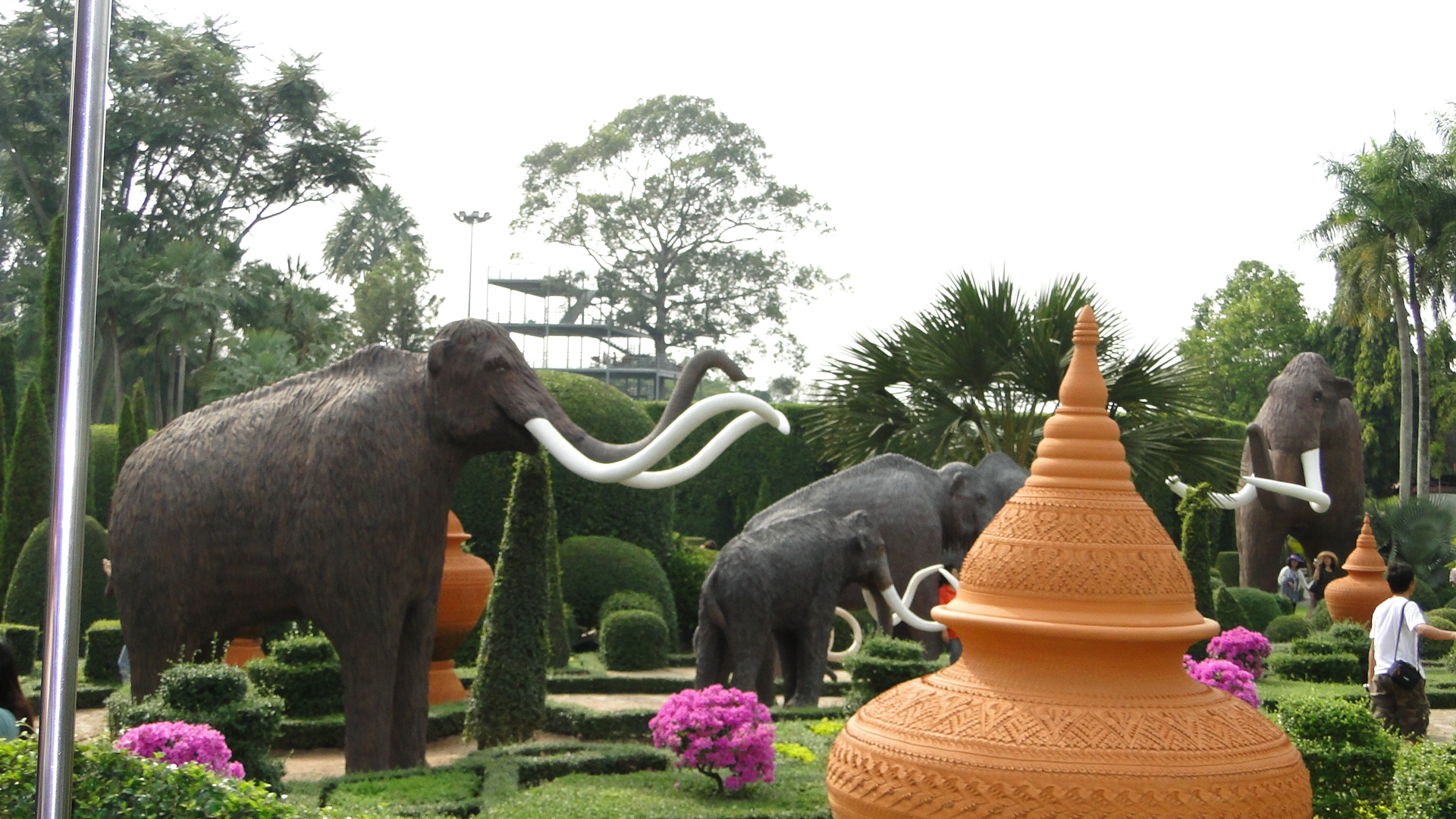

## Espèces botaniques

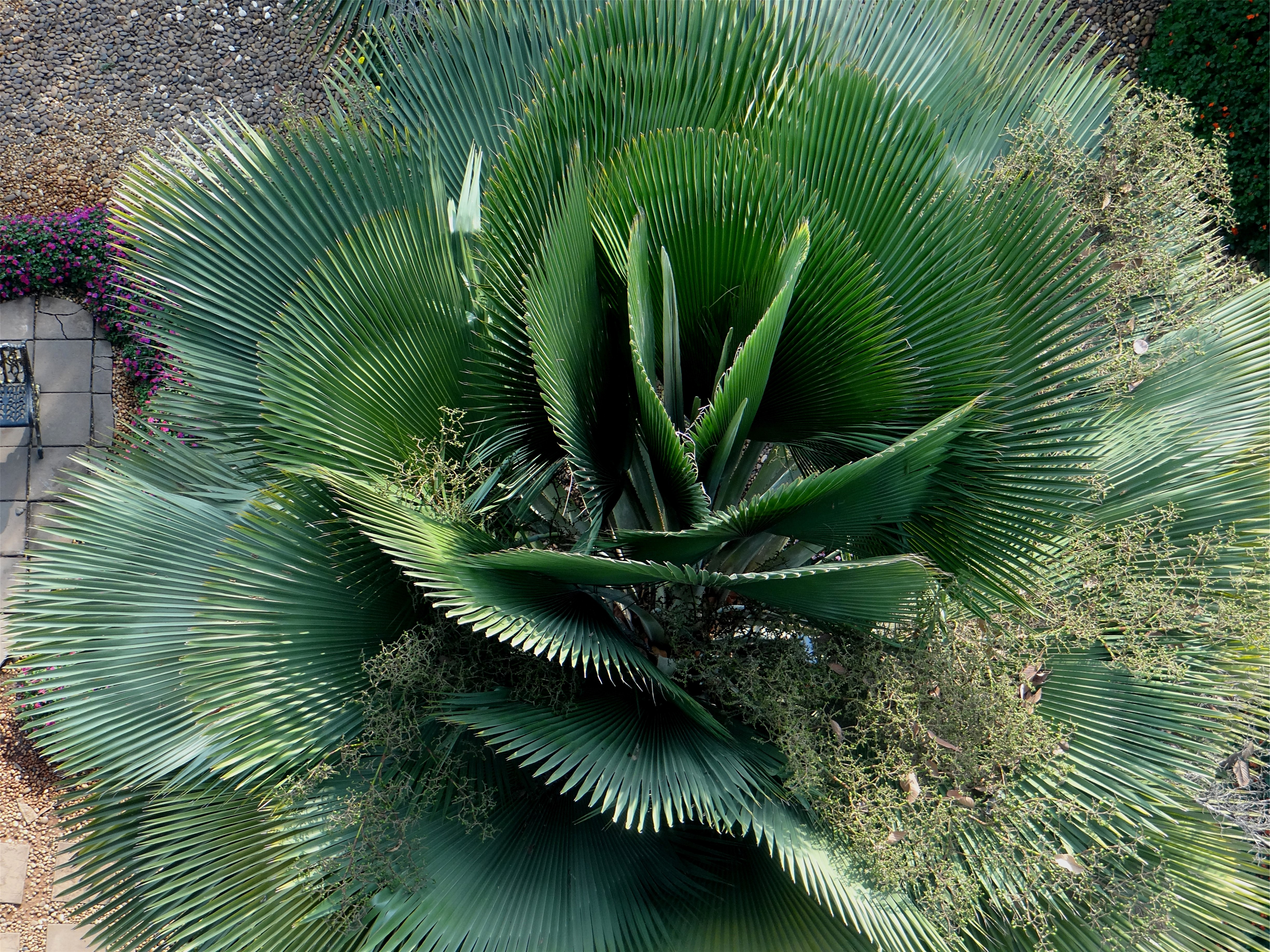
Arecaceae vu de dessus depuis une tour d'observation

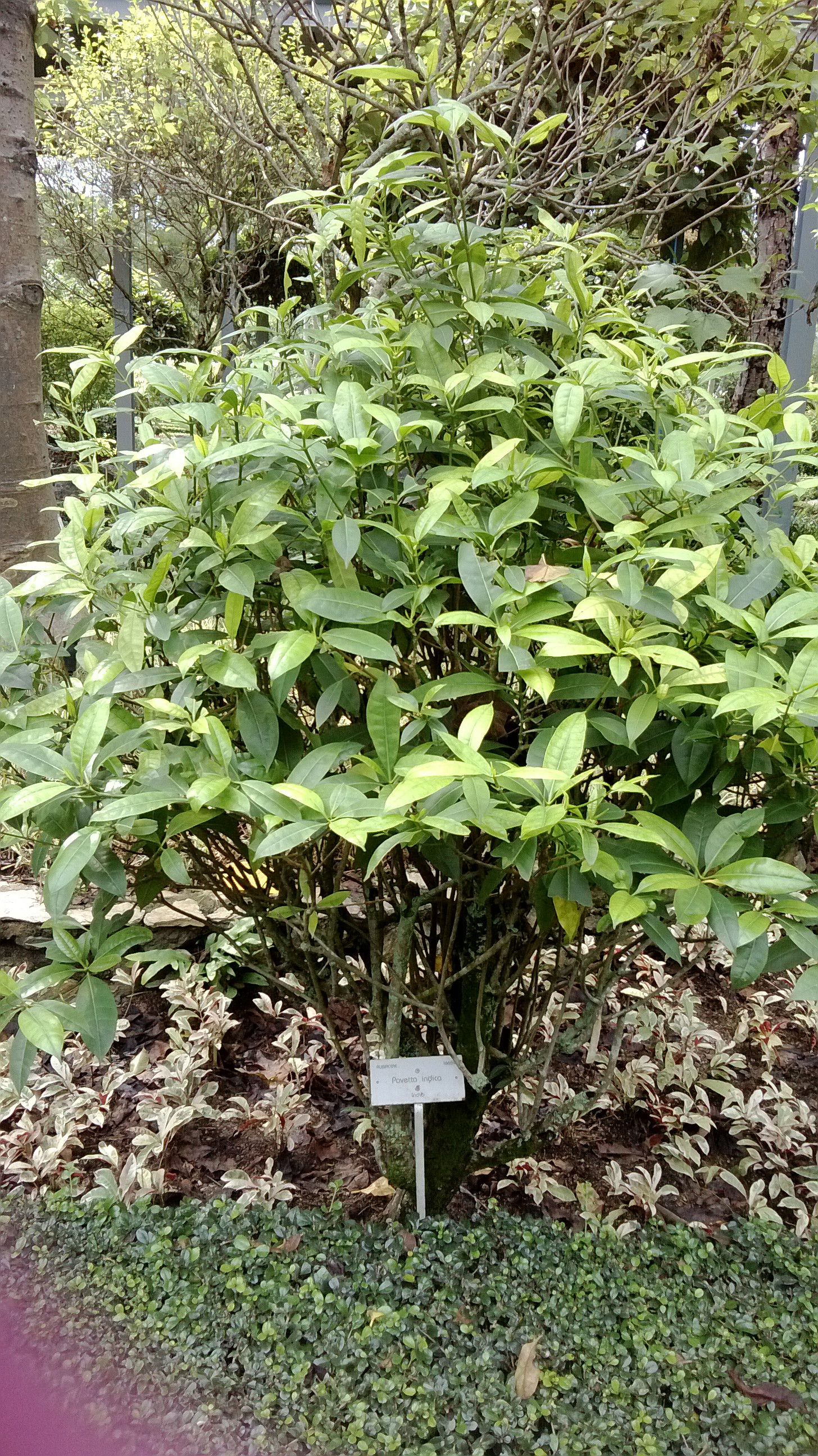
Pavetta indica

Le jardin botanique tropical de Nong Nooch consacre un effort  important à la gestion  des espèces des plantes en culture. La direction du Parc et les autres institutions participantes travaillent ensemble pour préserver à long terme la diversité génétique dans les populations cultivées,  ainsi que protéger les espèces très menacées.
Quelques espèces présentes :
Heliconia - Zingiberales  - Cactus - Cycas - Palm - Rhapis  - Wrightia tomentosa - Bougainvillea - Creepers - Climbers - Hoya

Palmiers et autres
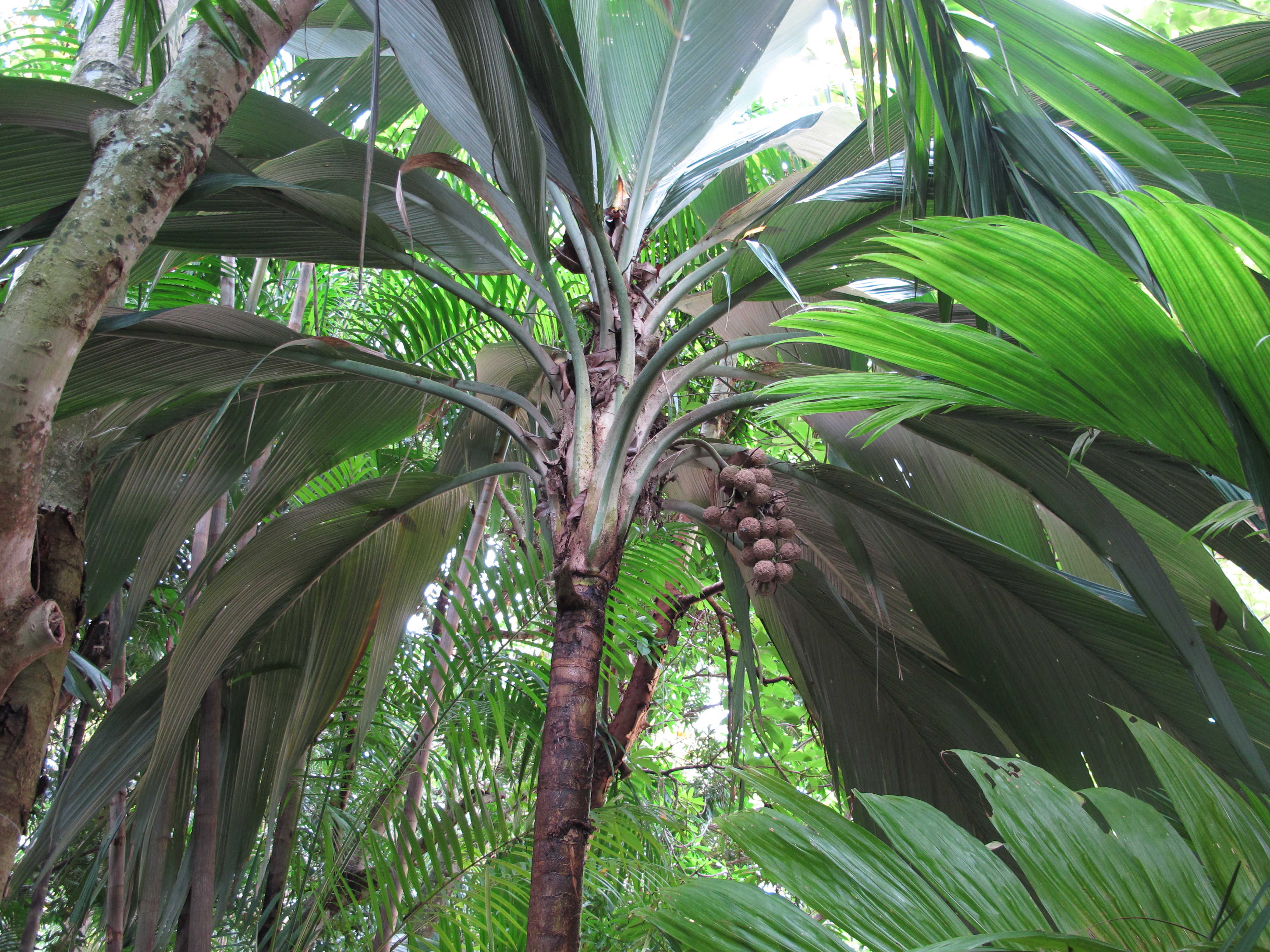
Palmier Pelagodoxa henryana, îles Marquises, France
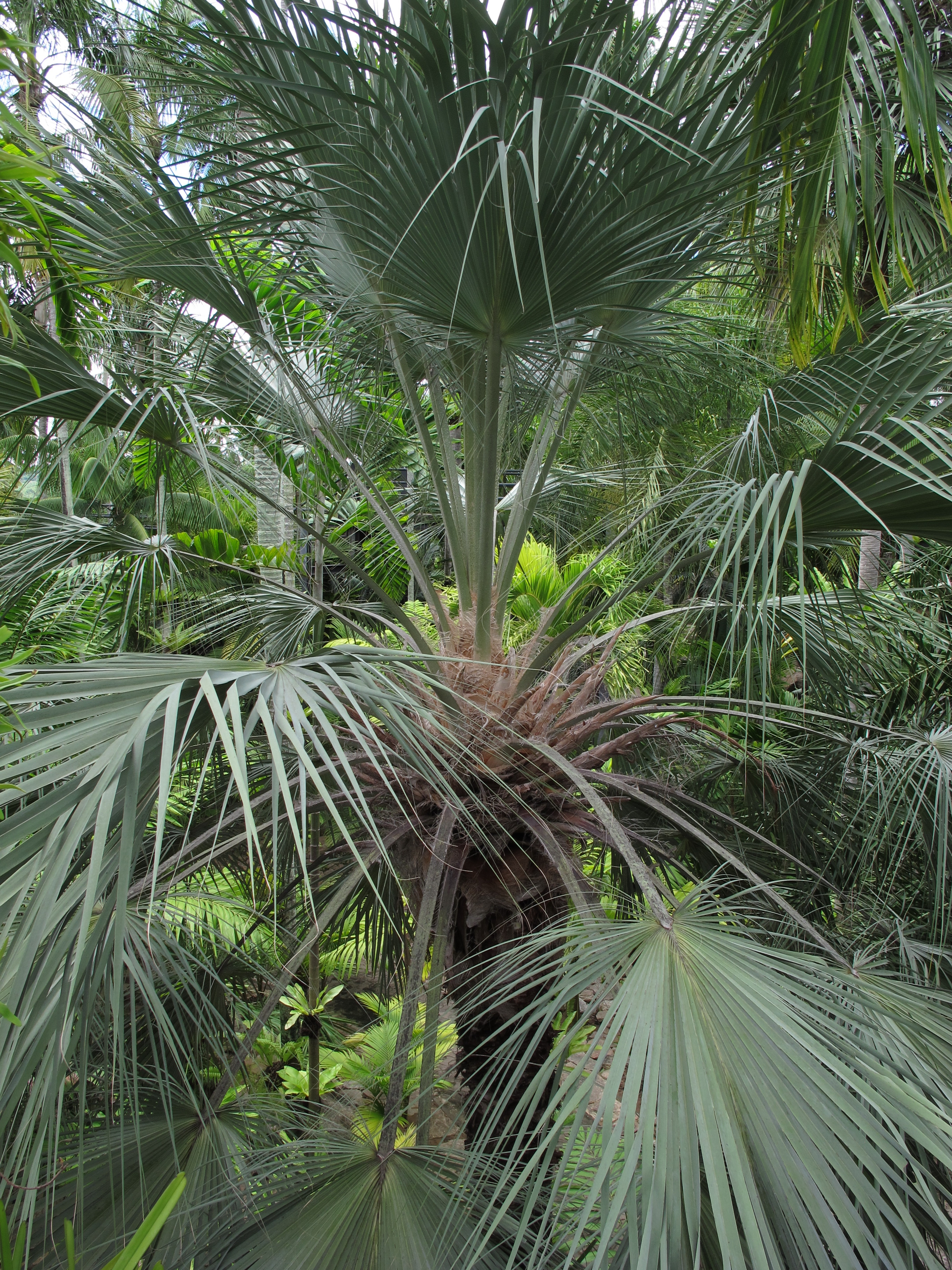
Palmier Livistona alfredii, Australie-Occidentale
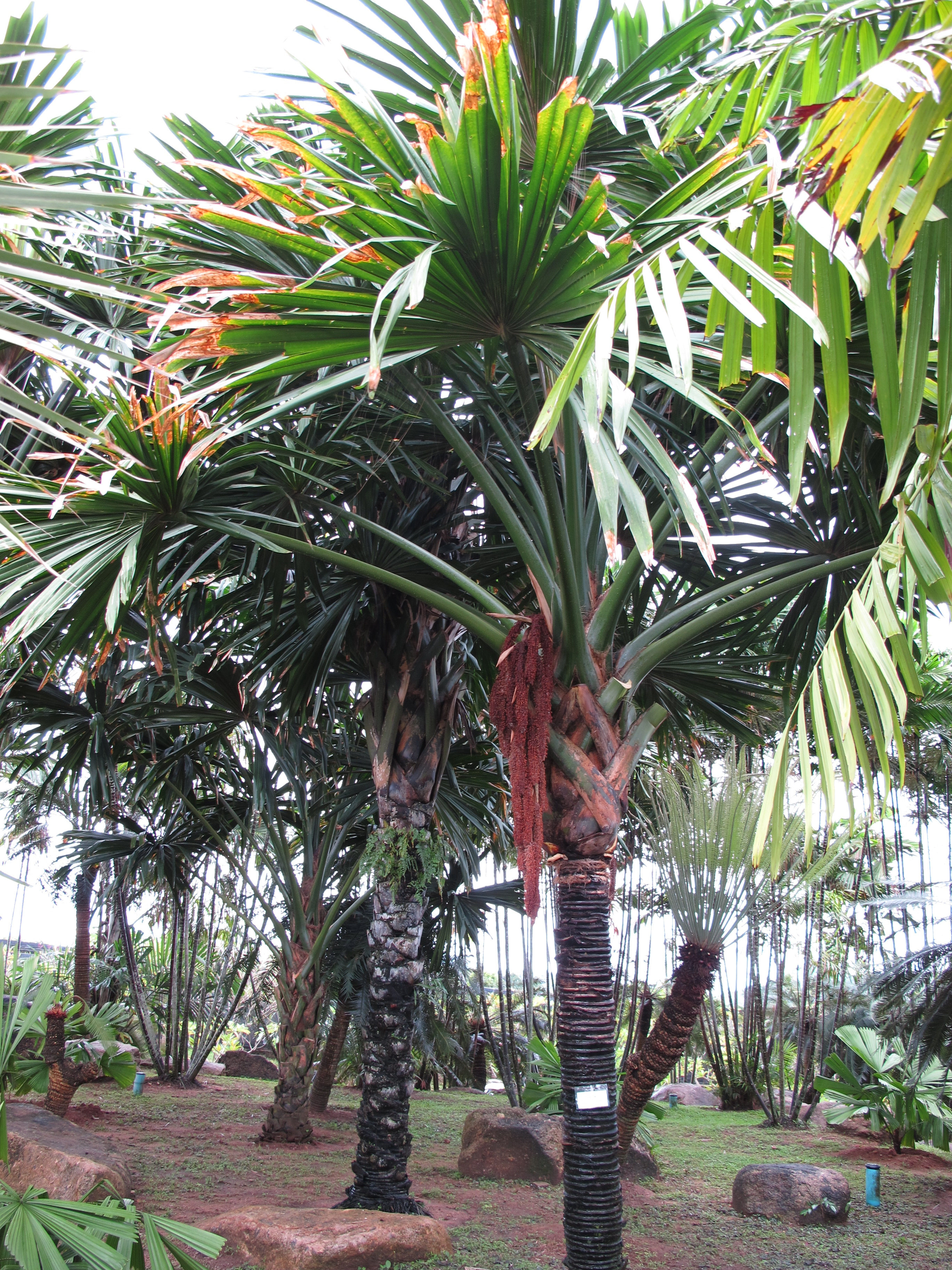
Palmier Borassodendron machadonis, Birmanie, Thaïlande et Malaisie péninsulaire
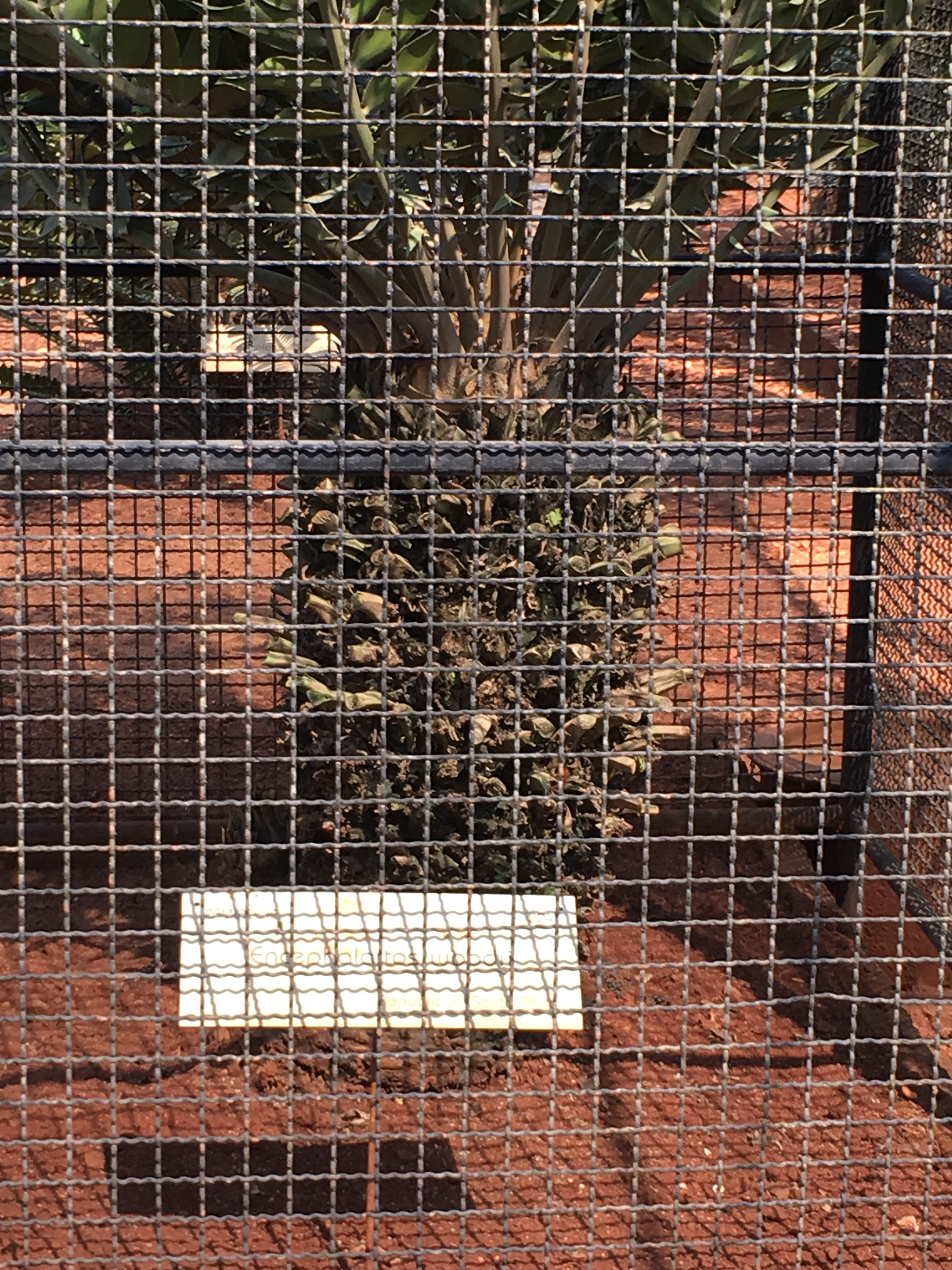
Cycas de Wood, Afrique du Sud, éteint à l'état sauvage
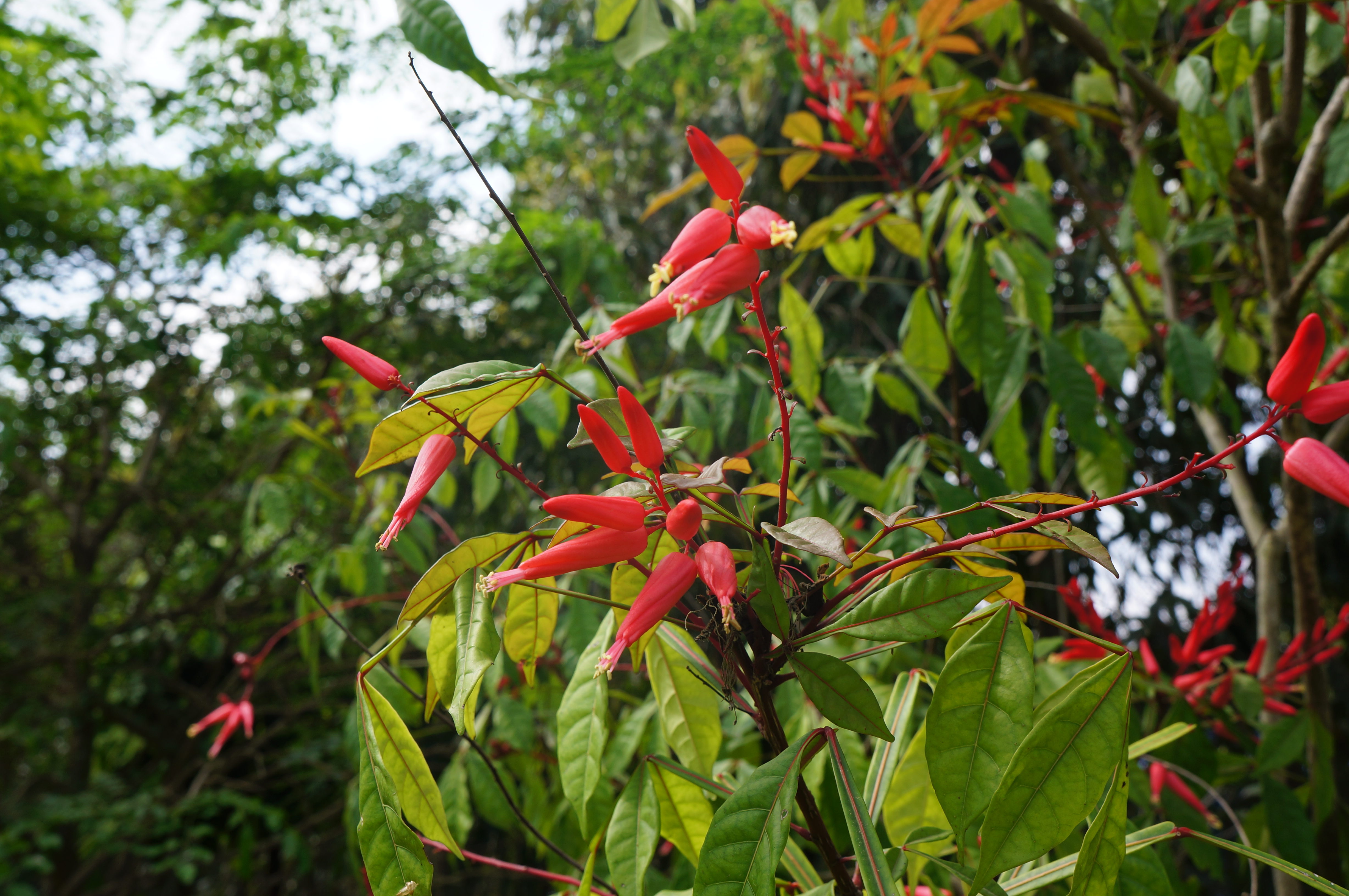
Quinine de Cayenne, Amérique du sud et Antilles